# Société Louis Créanche
La Société Louis Créanche de la ville de Courbevoie commence à produire des automobiles en 1899. En 1906 la production s’arrête.

## Historique
Les premiers modèles Créanche sont disponibles à partir de 1899. Un tricycle et une petite voiture de type A avec un moteur de 4 ch de De Dion-Bouton ont marqué le début de la production automobile. Ces modèles à moteur thermique ont été suivis par un véhicule électrique. Une Créanche Type A a participé au Concours de voiturettes de l’Exposition universelle de 1900 à Paris et a remporté une médaille de bronze.
La voiture électrique biplace Duc électrique, a été produite par Bouquet, Garcin et Schivre pour Créanche. La batterie a également été fournie par Bouquet, Garcin et Schivre (B.G.S.) et pesait 260 kg.
Le Duc électrique a été construit sur un cadre en acier-bois. La longueur du véhicule n’était que de 1980 mm, l’empattement était de 1330 mm. Le moteur électrique pesant 35 kg produisait 900 watts en fonctionnement normal et jusqu’à 3000 watts pendant une courte période et entraînait l’essieu arrière via deux chaînes latérales. Le passage de la marche avant à la marche arrière ainsi que le freinage électrique étaient effectués via un contrôleur séparé conçu comme un volant. 44 cellules ont été connectées en série, ce qui a donné un niveau de tension de 90 volts. Avec 10 ampères, le moteur pouvait fournir 900 watts, le moteur fonctionnant à 1200 tours par minute. De plus, il y avait un frein à tambour sur l’essieu arrière.
En 1902, la 8 CV apparaît avec un moteur de De Dion-Bouton. En 1904, la gamme se composait de cinq modèles de 8 CV à 30 CV, en 1905 de cinq modèles de 10 CV à 30 CV et en 1906 de quatre modèles jusqu’à 16 CV. À l’exception de la 30 CV à transmission par chaîne, ces modèles avaient une transmission par arbre.

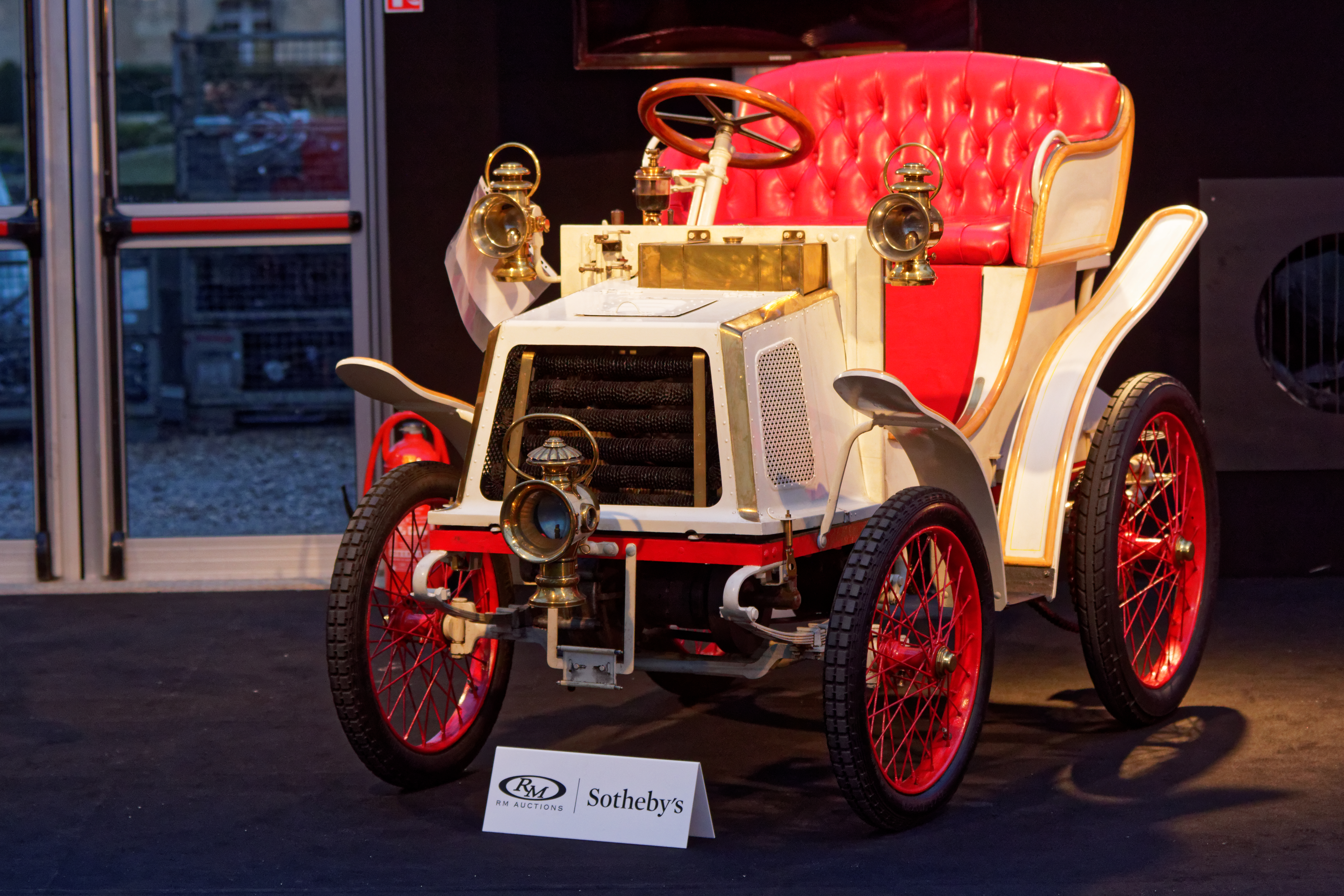
Créanche Type A Voiturette (1900).
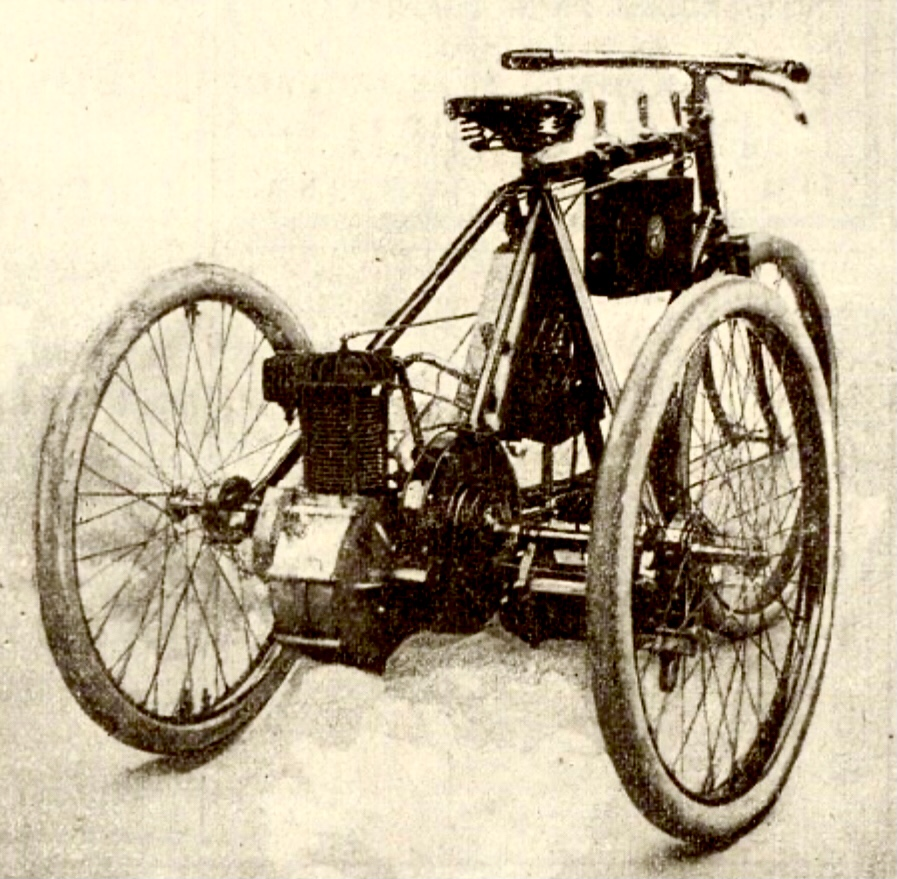
Créanche Tricycle (1897)[2].
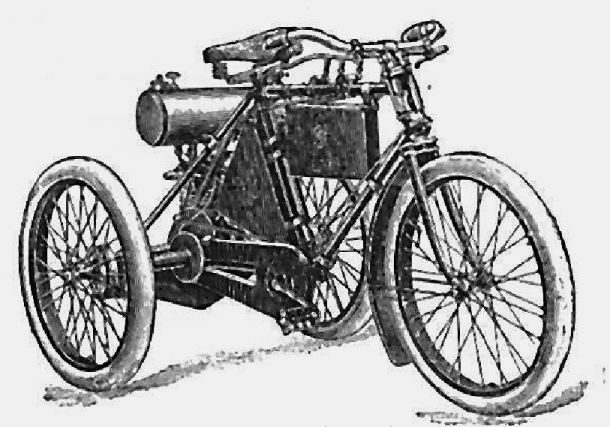
Créanche Tricycle (1900).
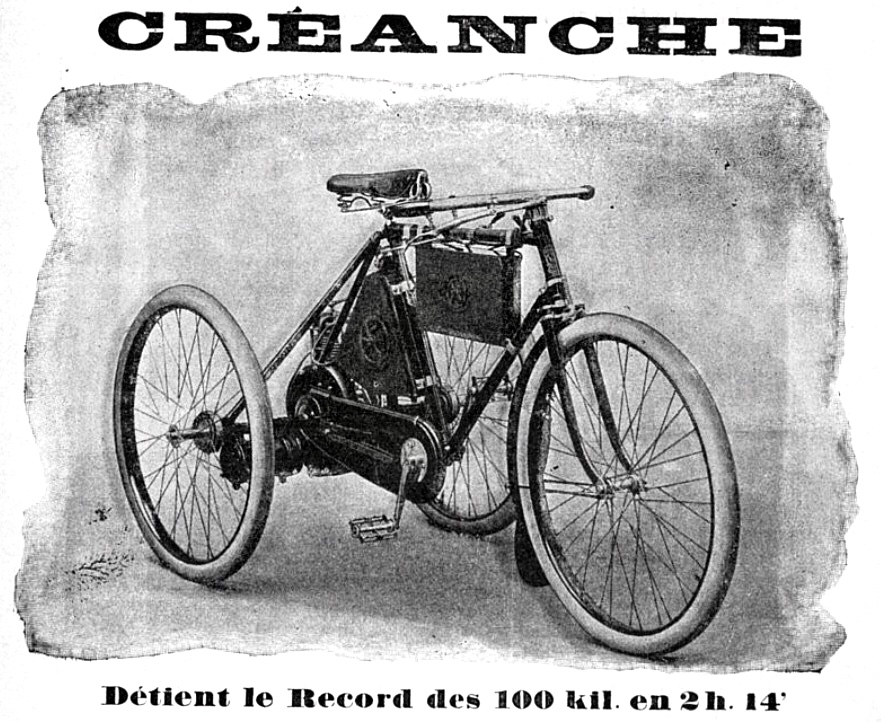
Créanche Tricycle (1899).